# Brachymenium notarisii
Brachymenium notarisii là một loài Rêu trong họ Bryaceae. Loài này được (Mitt.) A.J. Shaw mô tả khoa học đầu tiên năm 1987.